# 女良村
女良村（めらむら）は、かつて富山県氷見郡にあった村。現在の氷見市北端の女良地区で、県境を介して石川県七尾市と接する。
村名は、古来この地方を「めら」と呼び、女良、妻良、目良、免良などろ書いていたことが由来となっている。

## 地理
東側は富山湾に面し、海上に虻ヶ島と仏島がある。北側は山脈を隔てて石川県に接し、主峰石動山がそびえる。地形は大部分が山地丘陵で、西方の山地が海に迫って断崖をなすところが多い。

## 沿革
- 1889年（明治22年）4月1日 - 町村制の施行により、射水郡中田村、中波村、姿村、脇村、長坂村、平沢村、吉岡村及び平村の区域をもって、射水郡女良村が発足する。
- 1896年（明治29年）3月29日 - 郡制の施行のため、射水郡の区域から分立して、氷見郡が発足により、氷見郡に所属となる。
- 1954年（昭和29年）4月1日 - 氷見市に編入する。

## 歴代村長
出典→
1. 大西篤平（1889年7月19日 - 1892年5月31日）
2. 清水幸太郎（1892年6月9日 - 1894年4月27日）
3. 滝川一定（1894年6月12日 - 1894年9月19日）
4. 清水幸太郎（1895年9月30日 - 1896年10月17日）
5. 広沢曻平（1896年11月5日 - 不詳）
6. 広沢宇八（1898年6月24日 - 不詳）
7. 清水幸太郎（1898年9月3日 - 1899年8月30日）
8. 清水省之（1900年1月8日 - 1902年3月24日）
9. 広沢宇八（1902年8月7日 - 1906年8月4日）
10. 木和田円次郎（1906年8月31日 - 1909年3月2日）
11. 清水幸太郎（1909年5月17日 - 1913年5月16日）
12. 清水幸太郎（1913年5月30日 - 1917年5月29日）
13. 清水幸太郎（1917年5月30日 - 1921年5月29日）
14. 大西篤志（1921年6月8日 - 1923年8月24日）
15. 大西篤志（1924年3月7日 - 1925年8月19日）
16. 木和田久八（1925年9月21日 - 1929年9月30日）
17. 大西亮三（1929年11月4日 - 不詳）
18. 大西亮三（1933年11月4日 - 1937年11月3日）
19. 大西篤志（1937年12月24日 - 1946年11月30日）
20. 大西正人（1947年4月12日 - 1951年4月12日）
21. 庄谷長凞（1951年5月1日 - 1954年3月31日）